# Alex MacDonald (labdarúgó, 1990)
Alexander "Alex" MacDonald (Warrington, Anglia, 1990. április 14. –) angol labdarúgó, aki jelenleg a Falkirkben játszik a Burnleytől kölcsönben.

## Pályafutása

### Burnley
MacDonald a Burnley ifiakadémiáján kezdett futballozni. 2008-ban került fel a felnőtt csapathoz és megkapta a 27-es mezszámot. 2008. április 26-án, egy Cardiff City elleni mérkőzésen debütált. 2009 júliusában kölcsönben a Falkirkhöz igazolt. Október 13-án, a St Mirren ellen megszerezte első gólját.

## Külső hivatkozások
- Alex MacDonald pályafutásának statisztikái a Soccerbase oldalon (angolul)

- Alex MacDonald adatlapja a Burnley honlapján

## Fordítás
- Ez a szócikk részben vagy egészben  az   Alex MacDonald (footballer born 1990) című angol Wikipédia-szócikk fordításán alapul.  Az eredeti cikk szerkesztőit annak laptörténete sorolja fel. Ez a jelzés csupán a megfogalmazás eredetét és a szerzői jogokat jelzi, nem szolgál a cikkben szereplő információk forrásmegjelöléseként.